# Grotta di Nettuno

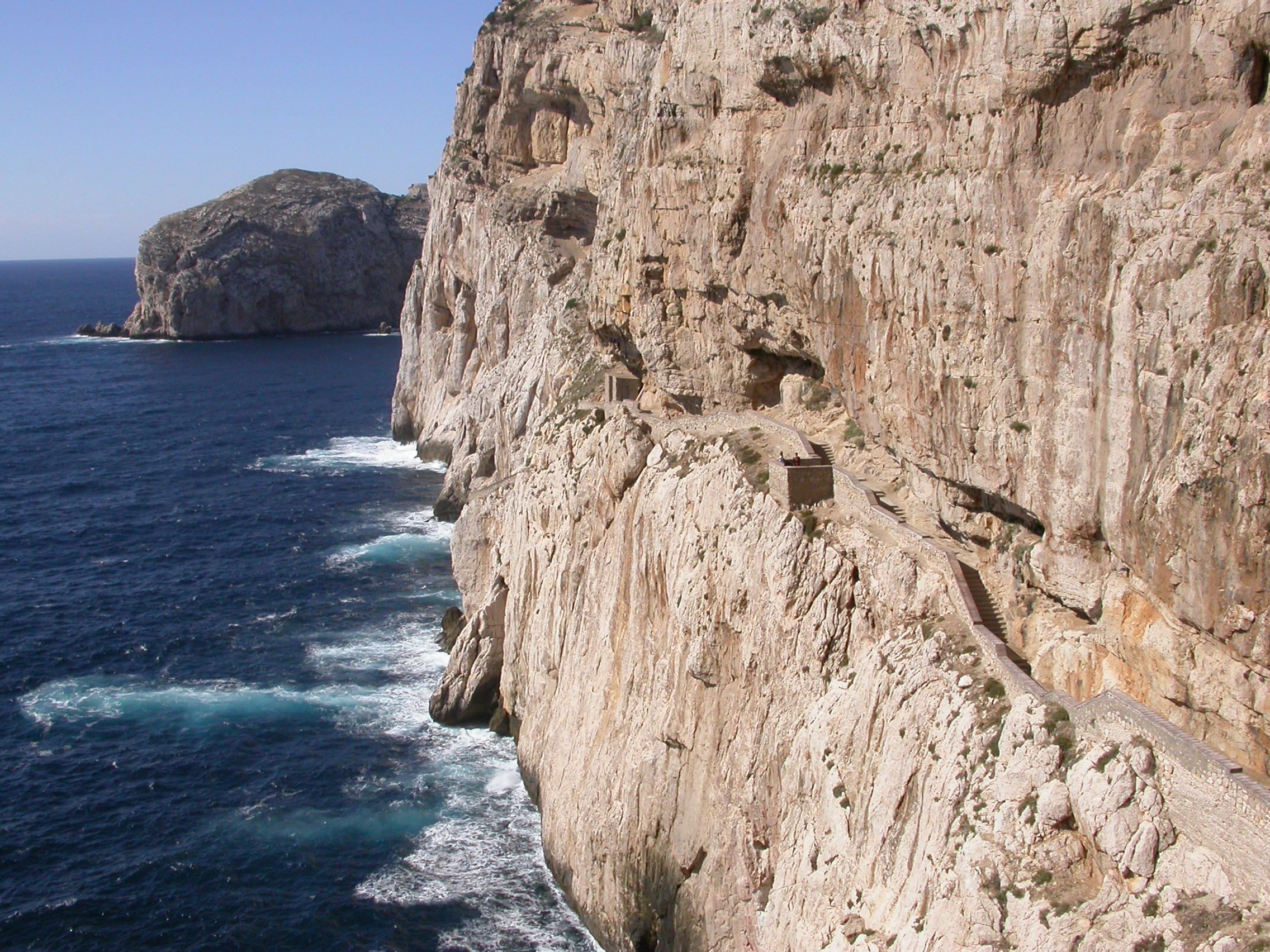
Toegangsweg

De Grotta di Nettuno (Nederlands: Grotten van Neptunus) zijn druipsteengrotten ten westen van de stad Alghero op het Italiaanse eiland Sardinië.
De grotten liggen ongeveer een meter boven zeeniveau aan de voet van een 110 meter hoge klif (onderdeel van de kaap Capo Caccia) en zijn alleen bij rustige zee te bezichtigen. De grotten zijn te bereiken per boot of door middel van een pad met 654 treden langs de steile rots (Escala del Cabirol).